# Cambarus cymatilis
Cambarus cymatilis är en kräftdjursart som beskrevs av Hobbs 1970. Cambarus cymatilis ingår i släktet Cambarus och familjen Cambaridae. IUCN kategoriserar arten globalt som starkt hotad. Inga underarter finns listade i Catalogue of Life.